# Klaus Lambertz
Klaus Lambertz (* 11. Mai 1940; † 11. April 2025) war ein deutscher Fußballtorwart, welcher mit Werder Bremen das Debütspiel der Fußball-Bundesliga am 24. August 1963 gegen Borussia Dortmund (3:2) bestritt.

## Laufbahn
Klaus Lambertz, über die Werder-Jugend aus der Werder-Amateurmannschaft im Sommer 1961 zum Oberligakader gekommen, bestritt am 27. August 1961 für den verletzten Stammtorhüter Heinrich Kokartis sein Debüt in der Fußball-Oberliga Nord. Der SV Werder gewann das Heimspiel gegen den VfR Neumünster mit 2:0 Toren. Im letzten Jahr der alten erstklassigen Oberliga, 1962/63, konnte er dagegen in 17 Einsätzen unter Trainer Georg Knöpfle seine Torhüterbefähigung unter Beweis stellen. Kokartis hatte sich im Januar 1963 einen Schädelbasisbruch zugezogen und wurde zum Sportinvaliden erklärt. Lambertz stand deshalb vom 13. Januar bis zum 29. April 1963 in den letzten zwölf Oberligaspielen in Folge im Werder-Tor. Die Grün-Weißen errangen die Vizemeisterschaft in der Oberliga Nord. Er hütete auch im Qualifikationsspiel vor der Endrunde zur Deutschen Meisterschaft, am 18. Mai 1963 in Ludwigshafen, gegen den Südvize 1. FC Nürnberg das Tor der Bremer. Der „Club“ setzte sich mit 2:1 Toren durch und Werder konnte deshalb nicht an den Gruppenspielen teilnehmen.
Im Debütjahr der neuen Fußball-Bundesliga, 1963/64, konnte er durch Verletzungen des neu nach Bremen gekommenen Torhüters Günter Bernard elf Ligaspiele bestreiten. Darunter fällt auch der erste Spieltag am 24. August 1963, als Werder mit einem 3:2-Heimsieg gegen Borussia Dortmund in die Bundesliga startete. Er kassierte in diesem Spiel das allererste Bundesligator. Der Torschütze war Timo Konietzka in der 1. Spielminute. Nach erneuter Verletzung von Bernard, war Lambertz ab dem 12. Oktober, einem 4:2-Heimerfolg gegen den Hamburger SV, wieder im Werder-Tor. Nach dem 1:1-Remis am 23. November beim Karlsruher SC wurde in der Bundesliga Chronik notiert, dass Lambertz „der große Rückhalt gewesen wäre und die KSC-Stürmer mehrmals am großartig reagierenden Lambertz gescheitert seien.“
Als Werder Bremen überraschend 1964/65 unter Trainer Willi Multhaup die Meisterschaft mit dem Torverhältnis von 54:29 Zählern in 30 Spielen gewann, bestritt Bernard alle Pflichtspiele. Auch in der Saison 1965/66 war der Ex-Schweinfurter Torhüter in allen 34 Ligaspielen im Einsatz. Seine letzten sechs Bundesligaspiele bestritt Lambertz in der Saison 1966/67. Letztmals kam er am 13. Mai 1967 bei der 1:2-Auswärtsniederlage beim 1. FC Nürnberg für Werder bei einem Bundesligaspiel zum Einsatz. Im DFB-Pokal hatte er 1963 drei Spiele bestritten, darunter das Halbfinale am 8. August 1963, bei einer 0:2-Niederlage beim amtierenden deutschen Meister Borussia Dortmund. Mit der Abwehrformation Lambertz, den Verteidigern Josef Piontek und Max Lorenz, sowie der Läuferreihe mit Arnold Schütz, Helmut Jagielski und Helmut Schimeczek bekämpfte Werder die BVB-Offensive mit Reinhold Wosab, Aki Schmidt, Franz Brungs, Friedhelm Konietzka und Gerd Cyliax. In den Runden 1964/65 und 1965/66 stand er jeweils einmal bei einem Pokalspiel im Tor: Am 16. Januar 1965 bei einer 0:1-Auswärtsniederlage beim Regionalligisten FSV Mainz 05 und am 22. Januar 1966 bei einem 4:0-Heimerfolg gegen den kommenden deutschen Meister München 1860. Den sechsten und siebten Pokaleinsatz erlebte er im Dezember 1966 beziehungsweise Januar 1967 in den zwei Spielen gegen den Süd-Regionalligisten Hessen Kassel. Das Hinspiel am 25. Dezember endete 2:2 nach Verlängerung, im Wiederholungsspiel setzte sich Lambertz mit seinen Werder-Kollegen mit 2:1 nach Verlängerung durch.
Er wurde im Sommer 1967 reamateurisiert und durch den Neuzugang Karl Loweg ersetzt.

## Erfolge
- Deutscher Meister 1964/65 (ohne Einsatz)